# Giulia Gonzaga
Giulia Gonzaga (1513 – 16. dubna 1566) byla renesanční italská šlechtična. 

## Životopis
Giulia se narodila v Gazzuolo (nedaleko Mantua) v roce 1513. Byla dcerou Ludovica Gonzaga, lorda ze Sabbionety a Bozzoly a Francesca Fieschi. V roce 1526 (ve věku 14 let) byla provdána za Vespasiano Colonna (1480–1528), hraběte z Fondi a vévody z Traetta (dnešní Minturno). Poté, co její manžel zemřel 3 roky po sňatku, utvořila Giulia ze svého paláce centrum kultury, čímž přilákala pozornost svých vrstevníků. I přesto, že byla krásná a žádaná, odmítla se provdat znovu. Měla milostný poměr s kardinálem Ippolito de' Medici z Florencie, který zemřel v Intri (jižní Lazio) poté, co se setkal s ní.
V noci z 8. na 9. srpna 1534, byla napadena ve městě Fondi námořníkem Barborossou, který byl poslán, aby ji unesl a daroval sultánovi Sulejmanovi I., svému vládci. Barbarossa byl vyslán na příkaz Ibrahima Paši, osmanského velkovezíra. Pašův plán byl přidat ji do sultánova harému a nahradit tak Hürrem Sultan, sultánovu manželku. Při únosu však utekla a frustrovaný Barbarossa poté provedl brutální útok na obyvatele města. Utekla spolu s jedním rytířem do noci. Později byl rytíř zabit, jelikož ji viděl během útěku nahou. Existují také spekulace o tom, že byl Barbarossa namotivován rodinou Colonna, která chtěla po smrti Vespasiana Colonny zpět své majetky.
Giulia Gonzaga vstoupila v roce 1535 do kláštera v Neapoli (ve věku 22 let) a zde v roce 1536 potkala Juana de Valdés. To započalo mezi nimi rozsáhlou korespondenci a díky tomu se mohla dostat k vysoce postaveným osobnostem. V roce 1533 si například psala s kardinálem Ercole Gonzagou, ten jí povolil stýkat se s Juanem.
Giulia Gonzaga zemřela ve věku 53 let v roce 1566. Po její smrti byla nalezena korespondence s Pietro Carnesecchim, která byla následně roku 1567 spálena.